# Borzouyeh
Borzouyeh (ou Borzuya, ou Burzōē, ou Burzōy) est un médecin perse de la fin de l'ère sassanide, à l'époque de l'empereur Khosrau Ier. Il a traduit le Panchatantra indien de Vichnou-Sarma (ou Bidpaï, ou Pilpay) du sanscrit en Pahlavi (moyen perse). Sa traduction et la version sanskrit originale à partir de laquelle il a travaillé sont perdues. Cependant, avant leur perte, sa version Pahlavi a été traduite en arabe par Ibn al-Muqaffa sous le titre de Kalila et Dimna ou Les Fables de Bidpai et est devenue la plus grande prose de l'arabe classique. Le livre contient des fables dans lesquelles les animaux interagissent de manière complexe pour transmettre des enseignements aux princes en politique.
L'introduction aux Fables de Bidpai ou Kalila et Dimna présente une autobiographie de Borzouyeh. Outre ses idées, ses réflexions et son développement intérieur qui le conduisent à pratiquer la médecine avec des motivations philanthropiques, sa quête de vérité, son scepticisme envers la pensée religieuse dominante ainsi que son ascétisme ultérieur sont des traits représentés avec une grande lucidité dans le texte.
Borzouyeh est allé en Inde en 570 CE pour trouver un élixir censé ressusciter les morts. Il apprend, d'un philosophe, que l'élixir était une métaphore du Panchatantra. Plus tard, il obtient la permission du Roi de l'Inde de lire le Panchatantra, mais sans pouvoir le recopier. Désobéissant à ces instructions, Borzouyeh lit chaque jour un chapitre du livre et le reproduit dans son journal en persan, afin d'en produire une copie complète. Il enverra par la suite ce document à la cour de Khosrau. À son retour, Khosrow loue l’œuvre en déclarant qu’elle a insufflé une nouvelle vie à son esprit, et propose à Borzouyeh de choisir une récompense dans le trésor royal. Au lieu de demander de l’or ou des bijoux, Borzouyeh opte pour un vêtement de qualité et demande que son nom soit inscrit dans la copie de Kalila et Dimna, afin que les érudits se souviennent, après sa mort, des efforts qu’il a consentis pour obtenir ce texte.
Un débat important subsiste quant à savoir si Borzouyeh et Bozorgmehr désignent une seule et même personne. Bien que les sources tendent à indiquer qu'il s'agit de deux personnes différentes, le nom « Borzouyeh » peut parfois être utilisé comme une forme abrégée de Bozorgmehr.

## Voir également
- Académie de Gundishapur